# 24093 Tomoyamaguchi
24093 Tomoyamaguchi este un asteroid din centura principală de asteroizi.

## Descriere
24093 Tomoyamaguchi este un asteroid din centura principală de asteroizi. A fost descoperit pe 29 octombrie 1999 la Stația Anderson Mesa în cadrul programului LONEOS. Asteroidul prezintă o orbită caracterizată de o semiaxă mare de 2,71 ua, o excentricitate de 0,25 și o înclinație de 9,1° în raport cu ecliptica.